# 守山村 (富山県)
守山村（もりやまむら）は、かつて富山県射水郡にあった村。
現在の高岡市守山地区にあたり、北東部の二上丘陵には守山城跡があり、西部には能越自動車道の高岡北インターチェンジがある。また、富山県立高岡支援学校や、富山県立二上工業高等学校の跡地を活用した富山県立高岡高等支援学校もある。

## 概要
1940年時点での戸数は380、人口は3,111人であった。
農産物は米、サツマイモ、ジャガイモ、ダイコンなど。昭和初期までは養蚕業で射水郡内1位の繭の数量、桑の収穫量であった。

## 沿革
- 1889年（明治22年）4月1日 - 町村制の施行により、射水郡守山町、須田村、五十里村、西海老坂村及び東海老坂村の区域をもって、射水郡守山村が発足する。
- 1932年（昭和7年）5月26日 - 同日午後、子供の火遊びより民家から出火、フェーン現象などにより大火となり、隣接する二上村にも飛び火して山林約180haと130戸（うち守山村40戸）全焼[2][3]。
- 1942年（昭和17年）4月1日 - 高岡市に編入する。